# Bengy-sur-Craon
Bengy-sur-Craon [bɑ̃ʒi syʁ kʁɑ̃] est une commune française située dans le département du Cher en région Centre-Val de Loire.

## Géographie
Le territoire de la commune est traversé par le Craon, affluent de l'Airain.

### Climat
Pour des articles plus généraux, voir Climat du Centre-Val de Loire et Climat du Cher.
En 2010, le climat de la commune est de type climat océanique dégradé des plaines du Centre et du Nord, selon une étude du CNRS s'appuyant sur une série de données couvrant la période 1971-2000. En 2020, Météo-France publie une typologie des climats de la France métropolitaine dans laquelle la commune est exposée à un climat océanique altéré et est dans la région climatique  Centre et contreforts nord du Massif Central, caractérisée par un air sec en été et un bon ensoleillement. 
Pour la période 1971-2000, la température annuelle moyenne est de 10,9 °C, avec une amplitude thermique annuelle de 15,7 °C. Le cumul annuel moyen de précipitations est de 788 mm, avec 11,9 jours de précipitations en janvier et 7,4 jours en juillet. Pour la période 1991-2020, la température moyenne annuelle observée sur la station météorologique la plus proche, située sur la commune d'Ourouer-les-Bourdelins à 8 km à vol d'oiseau, est de 11,8 °C et le cumul annuel moyen de précipitations est de 791,0 mm,. Pour l'avenir, les paramètres climatiques de la commune estimés pour 2050 selon différents scénarios d'émission de gaz à effet de serre sont consultables sur un site dédié publié par Météo-France en novembre 2022.

## Urbanisme

### Typologie
Au 1er janvier 2024, Bengy-sur-Craon est catégorisée commune rurale à habitat dispersé, selon la nouvelle grille communale de densité à 7 niveaux définie par l'Insee en 2022.
Elle est située hors unité urbaine. Par ailleurs la commune fait partie de l'aire d'attraction de Bourges, dont elle est une commune de la couronne,. Cette aire, qui regroupe 111 communes, est catégorisée dans les aires de 50 000 à moins de 200 000 habitants,.

### Occupation des sols
L'occupation des sols de la commune, telle qu'elle ressort de la base de données européenne d’occupation biophysique des sols Corine Land Cover (CLC), est marquée par l'importance des territoires agricoles (86,3 % en 2018), en augmentation par rapport à 1990 (84,2 %). La répartition détaillée en 2018 est la suivante : 
terres arables (68 %), prairies (18,2 %), forêts (5,9 %), milieux à végétation arbustive et/ou herbacée (3,3 %), eaux continentales (2,6 %), zones urbanisées (1,9 %).
L'évolution de l’occupation des sols de la commune et de ses infrastructures peut être observée sur les différentes représentations cartographiques du territoire : la carte de Cassini (XVIIIe siècle), la carte d'état-major (1820-1866) et les cartes ou photos aériennes de l'IGN pour la période actuelle (1950 à aujourd'hui).

### Risques majeurs
Le territoire de la commune de Bengy-sur-Craon est vulnérable à différents aléas naturels : météorologiques (tempête, orage, neige, grand froid, canicule ou sécheresse), mouvements de terrains et séisme (sismicité faible). Il est également exposé à un risque technologique,  le transport de matières dangereuses. Un site publié par le BRGM permet d'évaluer simplement et rapidement les risques d'un bien localisé soit par son adresse soit par le numéro de sa parcelle.

#### Risques naturels

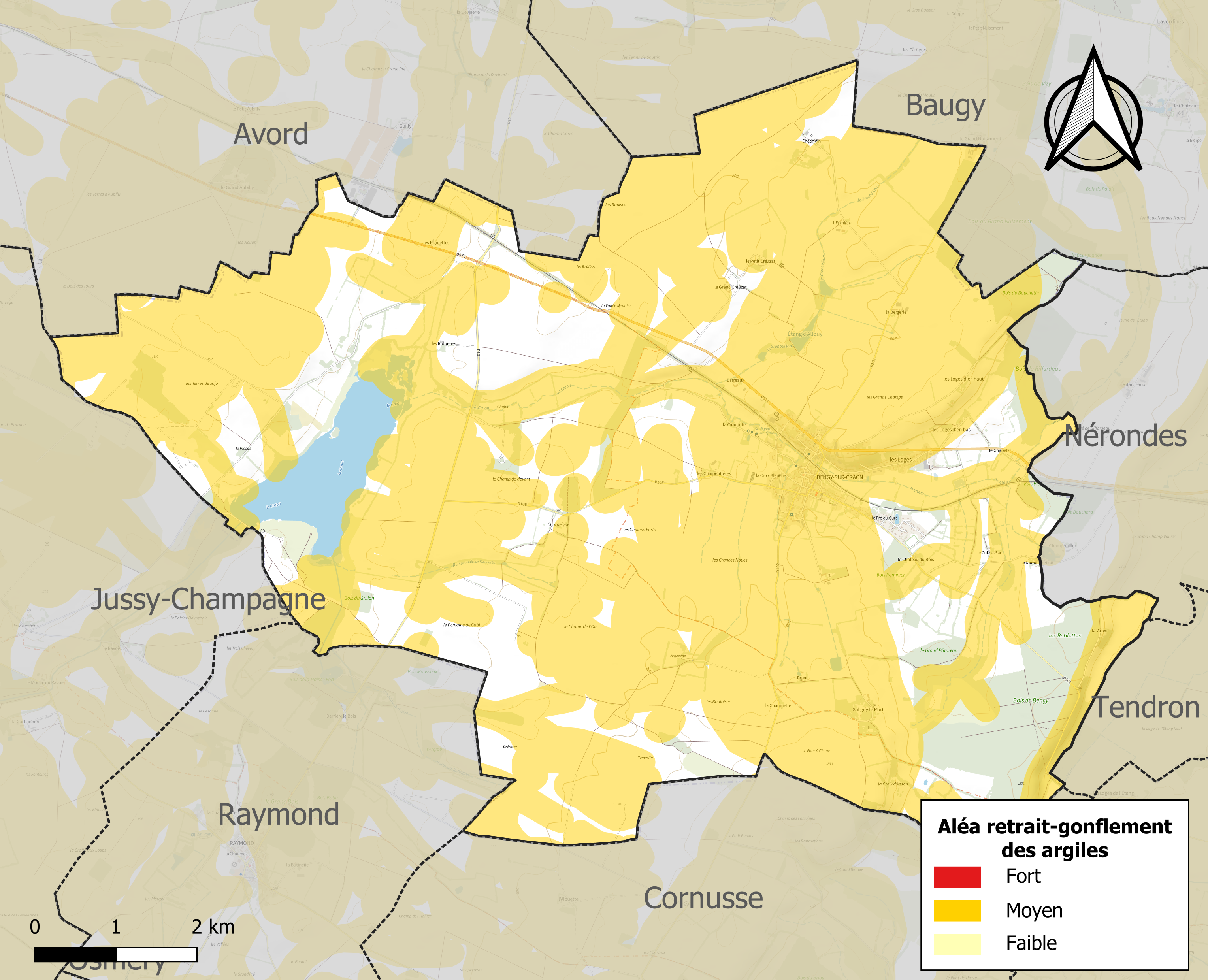
Carte des zones d'aléa retrait-gonflement des sols argileux de Bengy-sur-Craon.

La commune est vulnérable au risque de mouvements de terrains constitué principalement du retrait-gonflement des sols argileux. Cet aléa est susceptible d'engendrer des dommages importants aux bâtiments en cas d’alternance de périodes de sécheresse et de pluie. 77 % de la superficie communale est en aléa moyen ou fort (90 % au niveau départemental et 48,5 % au niveau national). Sur les 342 bâtiments dénombrés sur la commune en 2019, 297 sont en aléa moyen ou fort, soit 87 %, à comparer aux 83 % au niveau départemental et 54 % au niveau national. Une cartographie de l'exposition du territoire national au retrait gonflement des sols argileux est disponible sur le site du BRGM,.
Concernant les mouvements de terrains, la commune a été reconnue en état de catastrophe naturelle au titre des dommages causés par la sécheresse en 1989, 1991, 2011, 2018, 2019 et 2020 et par des mouvements de terrain en 1999.

#### Risques technologiques
Le risque de transport de matières dangereuses sur la commune est lié à sa traversée par des infrastructures routières ou ferroviaires importantes ou la présence d'une canalisation de transport d'hydrocarbures. Un accident se produisant sur de telles infrastructures est en effet susceptible d’avoir des effets graves au bâti ou aux personnes jusqu’à 350 m, selon la nature du matériau transporté. Des dispositions d’urbanisme peuvent être préconisées en conséquence.

## Histoire
Comme de nombreux endroits dans le Cher, Bengy était déjà habitée pendant la période préhistorique et surtout pendant la période gallo-romaine. Le site de la Croix du Ban abrite les vestiges d'une villa gallo-romaine fouillée de façon précise, mais partiellement, en 1895 par le capitaine Grandjean. La partie habitation révèle entre autres une mosaïque intéressante malheureusement invisible depuis. Cette villa semble avoir été la demeure rurale d'un propriétaire aisé ; centre permanent d'un domaine qui pouvait aller jusqu'à 200 hectares et occuper une centaine de personnes. Déjà à cette époque, la culture céréalière était l'une des principales activités économiques. Le nom de Bengy dérive probablement du nom du propriétaire : Bannius. La première mention est Curtis Bangiaci (1130). L'orthographe Bangi subsiste jusqu'à la Révolution.

### L'église romane
Le christianisme s'est répandu dans la région après 450. C'est probablement de cette époque que date le premier édifice religieux (sans doute en bois) sur lequel se trouve l'église actuelle. Ce monument, de style roman, a été édifié au XIIe siècle sous la juridiction des chanoines de Bourges. La fontaine Saint-Pierre atteste peut-être de la présence d'un lieu de culte celtique, christianisé à l'époque de Saint Martin.
Pendant les guerres de Religion, l'église a été en partie brûlée et le village complètement détruit. Il fut reconstruit au début du XVIIIe siècle. L'église de Bengy a été partiellement classée en 1913 (porche, chapiteaux du chœur, épitaphes) et récemment restaurée. En 1991, elle a été l'une des premières églises illuminées du Cher.

## Politique et administration
| Période                                  | Période                       | Identité      | Étiquette | Qualité |
| ---------------------------------------- | ----------------------------- | ------------- | --------- | --- |
| Les données manquantes sont à compléter. |                               |               |           | |
| mars 1983                                | En cours (au 21 janvier 2023) | Denis Durand, | PS/MDC    | Ancien cadre administratif Président de la CC du Pays de Nérondes Suppléant du député Alain Calmat (1988 → 1993) |

## Démographie
L'évolution du nombre d'habitants est connue à travers les recensements de la population effectués dans la commune depuis 1793. Pour les communes de moins de 10 000 habitants, une enquête de recensement portant sur toute la population est réalisée tous les cinq ans, les populations de référence des années intermédiaires étant quant à elles estimées par interpolation ou extrapolation. Pour la commune, le premier recensement exhaustif entrant dans le cadre du nouveau dispositif a été réalisé en 2008.

En 2022, la commune comptait 636 habitants, en évolution de −4,5 % par rapport à 2016 (Cher : −2,48 %, France hors Mayotte : +2,11 %).
| 1793 | 1800 | 1806 | 1821 | 1831 | 1836  | 1841  | 1846  | 1851  |
| ---- | ---- | ---- | ---- | ---- | ----- | ----- | ----- | ----- |
| 898  | 859  | 868  | 799  | 862  | 1 168 | 1 177 | 1 202 | 1 302 |

| 1856  | 1861  | 1866  | 1872  | 1876  | 1881  | 1886  | 1891  | 1896  |
| ----- | ----- | ----- | ----- | ----- | ----- | ----- | ----- | ----- |
| 1 393 | 1 425 | 1 550 | 1 520 | 1 562 | 1 474 | 1 473 | 1 359 | 1 262 |

| 1901  | 1906  | 1911  | 1921 | 1926 | 1931 | 1936 | 1946 | 1954 |
| ----- | ----- | ----- | ---- | ---- | ---- | ---- | ---- | ---- |
| 1 248 | 1 208 | 1 183 | 927  | 830  | 810  | 762  | 769  | 694  |

| 1962 | 1968 | 1975 | 1982 | 1990 | 1999 | 2006 | 2008 | 2013 |
| ---- | ---- | ---- | ---- | ---- | ---- | ---- | ---- | ---- |
| 723  | 700  | 602  | 584  | 576  | 609  | 658  | 668  | 680  |

| 2018 | 2022 | - | - | - | - | - | - | - |
| ---- | ---- | - | - | - | - | - | - | - |
| 660  | 636  | - | - | - | - | - | - | - |

## Culture locale et patrimoine

### Lieux et monuments
- Gare de Bengy
- Église Saint-Pierre de Bengy-sur-Craon

### Personnalités liées à la commune
C'est pendant la période de répit, entre la guerre de Cent Ans et les guerres de Religion, que Bengy donne au Berry le plus célèbre de ses enfants, Guillaume Pelvoysin. Voici ce qu'en dit Grandjean : « vers 1510, le fils d'un maréchal de Bengy, Pelvoysin, alla comme maçon travailler à la tour de la cathédrale de Bourges, l'ancienne tour s'étant écroulée le 31 décembre 1506. Notre compatriote se signala comme habile ouvrier et devint maître maçon sous la direction des architectes Colin Byard et Jean Chesneau, qui ne purent jusqu'à la fin surveiller les travaux, la construction de la tour ayant demandé 28 ans de travail. Guillaume Pelvoysin les remplaça et conserva seul la direction de l'œuvre, il en eut ainsi l'honneur traditionnel. La ville de Bourges est fière de montrer aux touristes plusieurs autres monuments dus au génie de Guillaume Pelvoysin, nous citerons l'hôtel Cujas, situé rue des Arènes, et la maison qui porte le nom de notre illustre compatriote, rue des Toiles n°16. Devenu célèbre, Pelvoysin n'oublia pas son pays natal : il lui fit don de la Grande Chaume à l'est du bourg ; cette chaume servit de communs ou usages aux habitants ».